# Strada Bălcești
Strada Bălcești este situată în centrul istoric al municipiului București, în sectorul 3.  

## Descriere
Strada este orientată aproximativ de la sud spre nord și se desfășoară pe o lungime de 110 de metri între bulevardul Corneliu Coposu și strada Stelea Spătarul.

## Legături externe
- Strada Bălcești pe hartă